# Pilar Mazzetti
Pour les articles homonymes, voir Mazzetti.
Pilar Elena Mazzetti Soler, née le 9 septembre 1956 à Lima, est médecin chirurgien et neurologue, administratrice de la santé et femme politique péruvienne. 
Elle est ministre de la Santé de février 2004 à juillet 2006, puis ministre de l'Intérieur de juillet 2006 à février 2007, étant la première femme à accéder à ce poste dans le gouvernement péruvien. Nommée en mars 2020 directrice générale des opérations de lutte contre la pandémie de Covid-19 au Pérou, elle est nommée de nouveau ministre de la Santé en juillet 2020, et reste en fonction jusqu'à sa démission en février 2021.

## Biographie

### Jeunesse et éducation
Pilar Elena Mazzetti est née à Lima le 9 septembre 1956. Après avoir obtenu son diplôme de l'école de San Jose de Monterrico dans le district de Santiago de Surco, elle s'inscrit à l'université nationale principale de San Marcos, pour entreprendre des études de médecine.
Elle obtient son diplôme de médecin en 1986. La même année, elle reçoit le titre de chirurgien et, en 1990, elle obtient le diplôme de neurologue de la même université. Pour compléter sa spécialisation de chirurgien en neurologie, elle étudie à l'université de Paris entre 1991 et 1993. Simultanément, elle effectue des stages en neurologie à l'hôpital de la Pitié-Salpêtrière.
De retour au Pérou, Pilar Mazzetti obtient une maîtrise en éducation à l'université de San Martín de Porres, spécialisée dans la recherche et l'enseignement universitaire. Elle obtient également deux masters en génétique et gestion publique à l'université ESAN et à l'université César-Vallejo. Elle obtient en plus un certificat en gestion hospitalière senior à l'Institut péruvien d'administration des affaires (IPAE) et un diplôme en gestion des services de santé à l'université ESAN.
Plus récemment, Pilar Mazzetti a terminé ses études de doctorat en neurosciences à l'université nationale de San Marcos, en 2010.

### Carrière professionnelle
Pilar Mazzetti est admise en 1990 à l'Institut national des sciences neurologiques en tant que médecin résidente, jusqu'en 1991, date à laquelle elle est embauchée comme chercheuse dans l'équipe du neurologue Yves Agid à l'Institut national de recherche en santé et médecine, au siège de cet institut, à Paris.
De 1991 à 1993, elle travaille comme médecin à l'hôpital de la Salpêtrière. Elle y exerce comme neurophysiologiste, neurologue réanimatrice de garde et elle participe à la recherche sur le rôle de la génétique dans la maladie de Parkinson.
Pilar Mazzetti participe à une quinzaine de projets de recherche. Elle rédige également plusieurs dizaines d'articles scientifiques sur différents domaines.
Elle enseigne la médecine à l'UNMSN. Elle est directrice exécutive de l'Institut national des sciences neurologiques de 1996 à 2000. Elle en est ensuite la directrice générale, de 2001 à 2003. Elle travaille en parallèle comme neurologue à la clinique San Pablo de 2000 à 2014.
Pilar Mazzetti est élue en 2004 doyenne du IIIe Conseil régional des facultés de médecine du Pérou,. Elle quitte ce poste pour prêter serment en tant que ministre de la Santé en février de la même année.
Depuis avril 2014, Pilar Mazzetti est directrice de l'Institut national des sciences neurologiques,. Elle est membre de la Société péruvienne de neurologie, dont elle a été présidente.
En mars 2020, dans le contexte de la pandémie de Covid-19, Pilar Mazzetti est nommée par le président Martín Vizcarra au poste de directrice du commandement des opérations Covid-19.

### Parcours politique

#### Ministre de la Santé
Pilar Mazzetti est nommée en février 2004 ministre de la Santé par le président Alejandro Toledo.
Au cours de son mandat ministériel, elle est confrontée à diverses manifestations, causées par les graves problèmes auxquels le secteur de la santé est confronté. Ses principales réalisations comprennent la construction d'un plus grand nombre de centres de soins médicaux, ainsi que la réduction de la mortalité infantile. De même, son action a fait du Pérou l'un des premiers pays d'Amérique latine à avoir un plan national pour la sécurité des patients.
Fin 2005, Pilar Mazzetti dirige la réunion des ministres de la Santé de la Communauté andine, où le problème de la grippe aviaire et son éventuelle arrivée en Amérique du Sud sont débattus. Elle est nommée par ce conseil et par d'autres entités de la région, en tant que représentante auprès de l'Union européenne pour toute l'Amérique du Sud.
En janvier 2006, elle fait face à une nouvelle grève pour des paiements que le secteur du travail ne peut pas verser aux médecins d'EsSalud, paralysant ainsi les services de santé. Pilar Mazzetti rejoint les grévistes en déclarant que le manque de paiements l'avait également surprise.
Elle reste au poste de ministre de la Santé jusqu'en juillet 2006, jusqu'à la fin de la présidence d'Alejandro Toledo. Au cours de ses derniers mois à ce ministère, elle est critiquée par l'archevêque de Lima Juan Luis Cipriani pour avoir autorisé l'utilisation du contraceptif connu sous le nom de pilule du lendemain.

#### Ministre de l'intérieur
Le 28 juillet 2006, Pilar Mazzetti prête serment en tant que ministre de l'Intérieur au début de la deuxième présidence d'Alan García, devenant ainsi la première femme à assumer ce poste dans l'histoire péruvienne. Après avoir prêté serment, elle se rend au siège du ministère de l'Intérieur, où elle reçoit les insignes de son portefeuille des mains de l'ancien ministre Rómulo Pizarro. Dans son premier discours à la police nationale du Pérou, Pilar Mazzetti leur promet qu'elle assurera le bien-être de l'ensemble de la police péruvienne, ainsi que sa modernisation rapide. Elle assiste aussi, avec le ministre de la Défense Allan Wagner et le président Alan García, à la reconnaissance officielle du nouveau président en tant que chef suprême des forces armées.
Pilar Mazzetti est l'un des rares représentants du gouvernement à être restée ministre d'État consécutivement dans deux gouvernements consécutifs avec Diego García Sayán et Jaime Saavedra. Elle fait face en février 2007 à une série de critiques pour l'acquisition, via un appel d'offres public, de 469 camions pour la police nationale du Pérou, dont les prix ont été considérés par les médias comme surévalués. Pilar Mazzetti sépare du ministère les fonctionnaires du Bureau de l'administration générale (OGA), du Bureau des approvisionnements et des services auxiliaires impliqués dans le comité d'appel d'offres. De la même manière, elle décrète la réorganisation du Bureau d'administration générale,.
Elle présente sa démission le 24 février 2007, après une enquête sur l'achat des ambulances quand elle était ministre de la Santé. Le président Alan García accepte sa démission et nomme l'ancien vice-président Luis Alva Castro pour la remplacer.

#### Ministre de la Santé
Le 15 juillet suivant, le président Martín Vizcarra remanie son cabinet sous la direction de Pedro Cateriano comme président du Conseil des ministres, et nomme Pilar Mazzetti au ministère de la Santé pour la deuxième fois de sa carrière,,.
Lorsque la confiance est refusée au nouveau gouvernement, le président Vizcarra propose en août 2020 à Pilar Mazzetti de prendre la fonction de président du Conseil des ministres pour former le nouveau gouvernement et succéder à Cateriano, mais elle décline le poste. Elle est confirmée dans son portefeuille ministériel sous le nouveau gouvernement dirigé par Walter Martos. 
Après la destitution de Martín Vizcarra en novembre 2020, elle est rappelée par le nouveau président Francisco Sagasti et exerce la fonction de ministre de la Santé pour la troisième fois. Cependant, elle démissionne de son mandat ministériel le 12 février 2021, étant prise à partie à propos de la participation de l'ancien président de la République (Martín Vizcarra) à un essai clinique. Le 17 avril, le Congrès lui interdit l'exercice de toute fonction publique pour une durée de huit ans.